# 東京都道449号新荒川堤防線

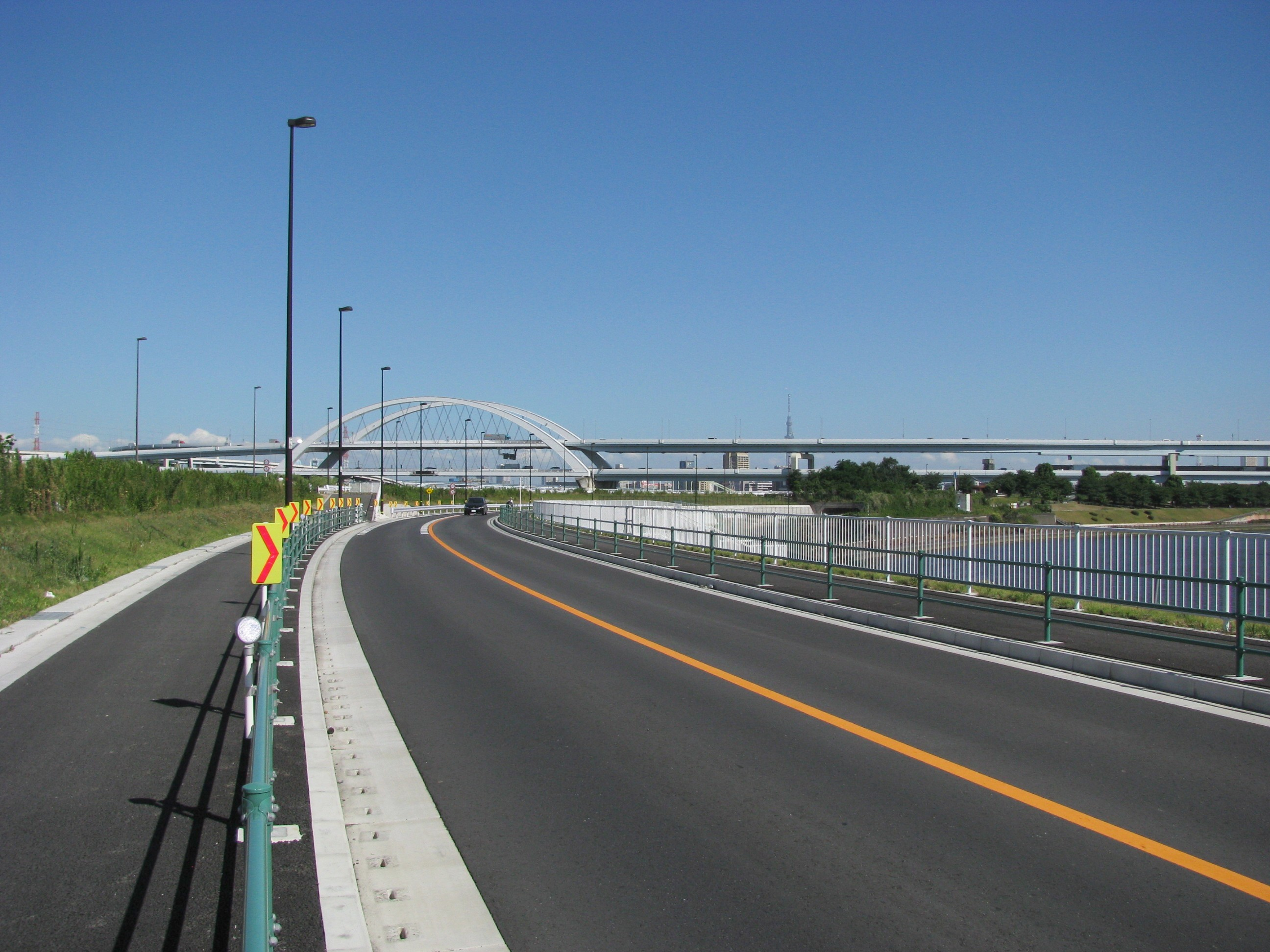
足立区新田付近（2011年7月17日）

東京都道449号新荒川堤防線（とうきょうとどう449ごう しんあらかわていぼうせん）は、東京都北区志茂と江東区東砂を結ぶ特例都道である。延長約30 km。その名の通り荒川右岸の堤防沿いを走る。
墨田区八広から分岐して荒川を渡る木根川橋も都道449号に含まれる。

## 起点・終点
- 起点：東京都北区志茂五丁目[1]
- 終点：東京都江東区東砂八丁目（清砂大橋西詰付近）[1]

## 通称
- ゆりのき橋通り 四ツ木橋南交差点（墨田区東向島六丁目）〜京葉道路交点（江戸川区小松川町三丁目） = 東京都通称道路名設定公告（2014年4月1日）整理番号133 ※支線

## 通過する自治体

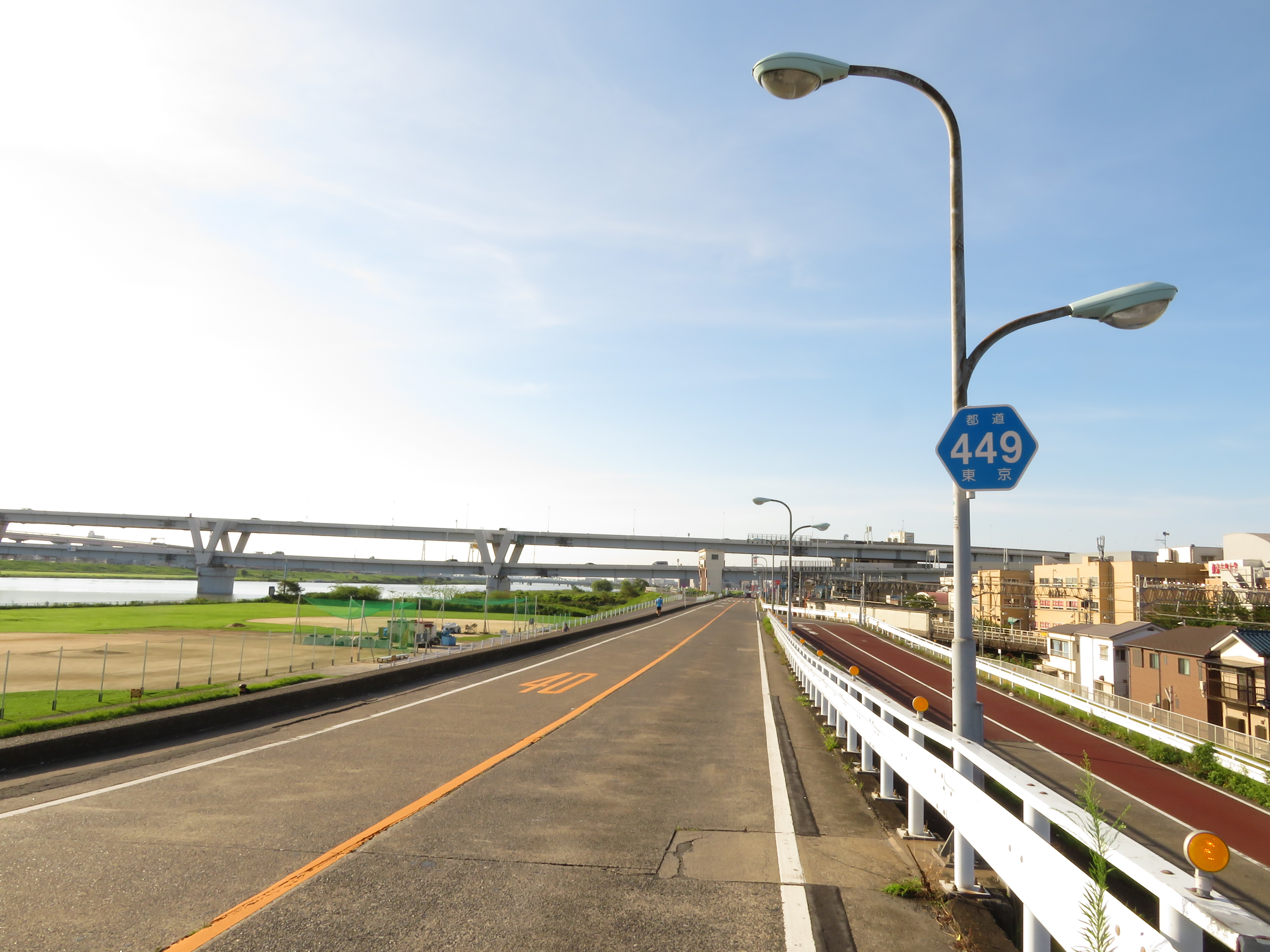
足立区堀切橋西詰交差点付近

- 東京都
  - 北区
  - 足立区
  - 墨田区
  - 江戸川区
  - 江東区

## 接続するおもな道路
本線
- 東京都道318号環状七号線（環七通り）鹿浜橋西
- 東京都道・千葉県道501号王子金町市川線（江北橋通り）江北橋西詰（江北橋通り起点）
- 東京都道458号白山小台線 小台2丁目交差点
- 東京都道58号台東川口線（尾久橋通り）扇橋南交差点
- 東京都道461号吾妻橋伊興町線（尾竹橋通り）西新井橋南詰交差点
- 国道4号（日光街道）千住新橋南詰
- 東京都道314号言問大谷田線（川の手通り）堀切橋西詰交差点
- 国道6号（水戸街道）四ツ木橋南詰
- （木根川橋支線分離）木根川橋西詰交差点
- 東京都道315号御徒町小岩線（蔵前橋通り）平井大橋西詰
- 国道14号（京葉道路）新小松川橋西詰
- 東京都道50号東京市川線（新大橋通り）船堀橋西詰
- 東京都道・千葉県道10号東京浦安線支線（清洲橋通り）名称無し交差点（清洲橋通り交点）
- 東京都道・千葉県道10号東京浦安線（葛西橋通り）葛西橋西詰
- 東京都道・千葉県道10号東京浦安線支線（清砂大橋通り）清砂大橋西詰

支線（ゆりのき橋通り）
- 国道6号（水戸街道）四ツ木橋南交差点
- 国道6号新四ツ木橋支線 更生橋交差点
- 東京都道315号御徒町小岩線（蔵前橋通り）平井大橋西詰交差点
- 国道14号（京葉道路）名称無し交差点（京葉道路交点）

支線（木根川橋）
- （本線交点）木根川橋西詰交差点
- 東京都道450号新荒川葛西堤防線 木根川橋東詰交差点